# Margaretha van Oostenrijk (-1266)
Margaretha van Oostenrijk (?, 1204 - op de burcht Krumau am Kamp, 29 oktober 1266) was door haar huwelijk met de minderjarige Hendrik VII (1211-1242)  koningin van het Heilig Roomse Rijk van 1225 tot 1235. Zij is ook bekend als Margarete von Babenberg.

## Leven
Zij was de oudste dochter van hertog Leopold VI van Oostenrijk en Stiermarken († 1230) en Theodora Angelina van Byzantium († 1246). Zij was de zuster van de laatste vertegenwoordiger van het Huis Babenberg, Frederik II van Oostenrijk, die in 1246 kinderloos overleed, waardoor een opvolgingscrisis ontstond.

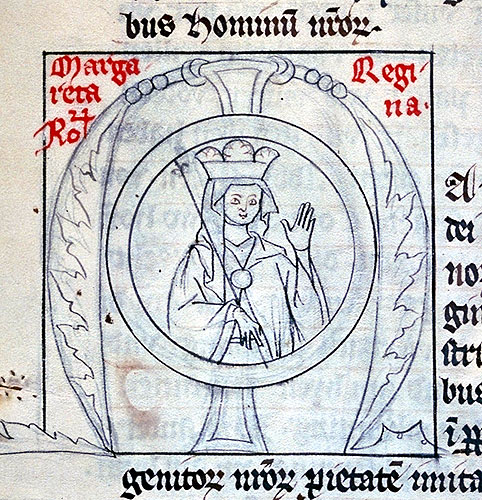
Margaretha van Oostenrijk (Zwettler Bärenhaut, 1310/20, Stift Zwettl)

### Eerste huwelijk
Margaretha huwde een eerste maal op 29 november 1225 met Hendrik VII, zoon van keizer Frederik II en Constance van Aragón, Duits koning van 1222-1235. Hendrik was nog minderjarig, veertien jaar, Margaretha was zeven jaar ouder, eenentwintig. Omdat Hendrik reeds in 1222 op elfjarige leeftijd tot koning gekroond was werd Margaretha op 28 maart 1227 op plechtige wijze in Aken door de aartsbisschop van Keulen Hendrik I van Molenarken, tot Rooms koningin gekroond.
Na de dood van zijn schoonvader maakte Hendrik echtscheidingsplannen omdat de bruidsschat nooit betaald was. Mogelijk had het echtpaar een slecht harmoniërend huwelijk. In de bronnen over Hendrik wordt Margarethe nauwelijks genoemd. Na zijn dood gingen er geruchten dat hij er een losbandige levensstijl op nagehouden had en echtelijke trouw had veracht. In 1235 werd Hendrik als koning afgezet en in juli van dat jaar in Worms gevangengenomen en naar Zuid-Italië gebracht. In 1242 werd hij overgebracht van Nicastro naar San Marco Argentano. Onderweg viel hij van zijn paard en stortte in een ravijn. Bronnen houden rekening met zelfmoord. Hij overleed op 10 februari 1242. Zijn keizerlijke vader verzorgde een plechtige bijzetting in de Dom van Cosenza. 
Na Hendriks dood bleef Margaretha in Duitsland, haar kinderen waren naar Italië gebracht. In een brief van troost die zij van haar schoonvader ontving spreekt deze liefdevol over de kinderen. Friedrich wordt meerdere malen genoemd als getuige van zijn keizerlijke grootvader Frederik II. 

### Tweede huwelijk
Als weduwe huwde zij nadien met de nieuwe hertog van Oostenrijk, Ottokar die in 1253 ook koning van Bohemen werd. Bij dit huwelijk was overeengekomen dat Oostenrijk en Stiermarken na de dood van Margaretha, die door bloedverwantschap erfgename was, aan Ottokar zouden toekomen. In 1260 scheidde Margaretha van Ottokar, maar Margaretha bleef in Bohemen vastgehouden. Zij stierf in 1266 zonder kinderen en Ottokar maakte zich meester van Oostenrijk en Stiermarken, totdat hij in 1276 werd afgezet.

### Huwelijken en kinderen
1. Van Margarethe en Hendrik zijn de volgende kinderen bekend:
- Heinrich (na mei 1228 en voor juli 1235)
- Friedrich (na mei 1228 en voor juli 1235)

2. Uit het huwelijk van Margaretha met Ottokar van Bohemen zijn geen kinderen bekend.